# Kiko Casado
Fernando Casado Ibarrola, más conocido como Kiko Casado, nacido el 29 de junio de 1971 en Pamplona (Navarra, España). Es hijo del también ex pelotari Fernando Casado.
Es un ex pelotari español que fue seleccionado para disputar, en la modalidad de paleta cuero, los Campeonatos del Mundo de Pelota, disputados en 1994 en Bayona, llevándose la plata (suplente), y en 1998 en México, alcanzando la medalla de oro (titular).
A nivel nacional logró en pala corta como juvenil el título del GRAVN en 1989 y, como aficionado los campeonatos de España de 1994, 1996 y 1997.
Dio el salto a profesionales el 14 de abril de 2001 en la modalidad de Pala larga, donde logró los triunfos en el Campeonato de España de segunda categoría en el año 2002 y en el Campeonato de España de primera categoría en el año 2003.